# 地獄の口
地獄の口（じごくのくち、ポルトガル語、Boca do inferno）とは、
ユーラシア大陸の西端部のイベリア半島の西端部の海岸に存在する洞窟である。
ちなみに、ポルトガル語の「boca」は「口」や「入口」という意味で、
「inferno」は「地獄」という意味である。

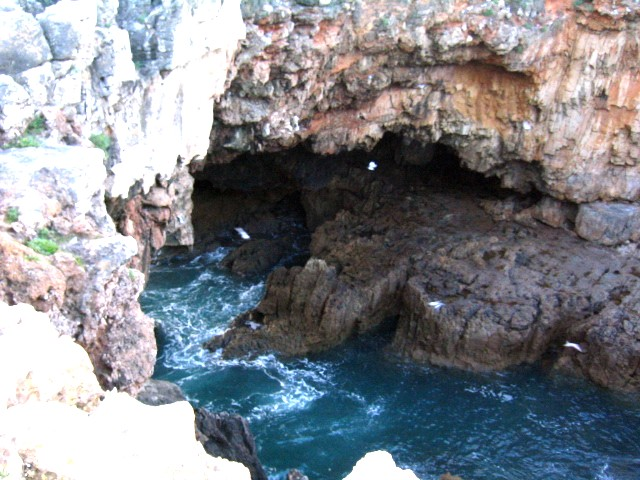
「地獄の口」と呼ばれる洞窟の入口部分。

この洞窟は、ポルトガル中部のリスボン県のカスカイス付近の海岸に存在している。
ポルトガルの首都であるリスボンからでも、せいぜい20 km程度の距離である。
映画の黎明期に作られた、
1896年のイギリスのサイレント映画作品『A Sea Cave Near Lisbon』
（「リスボンの近くの海の洞窟」といった意味の題名）に登場したことで知られている

。